# Індіо-Гіллс (Каліфорнія)
Індіо-Гіллс (англ. Indio Hills) — переписна місцевість (CDP) в США, в окрузі Ріверсайд штату Каліфорнія. Населення — 1048 осіб (2020).

## Географія
Індіо-Гіллс розташоване за координатами 33°50′30″ пн. ш. 116°14′53″ зх. д. / 33.84167° пн. ш. 116.24806° зх. д. (33.841670, -116.248091).  За даними Бюро перепису населення США в 2010 році переписна місцевість мала площу 55,72 км², уся площа — суходіл.

## Демографія
Згідно з переписом 2010 року, у переписній місцевості мешкали 972 особи в 304 домогосподарствах у складі 215 родин. Густота населення становила 17 осіб/км².  Було 358 помешкань (6/км²).
Расовий склад населення:
| - 55,8 % — білих - 1,5 % — корінних американців - 0,6 % — чорних або афроамериканців - 0,5 % — азіатів - 0,1 % — вихідців з тихоокеанських островів - 40,2 % — осіб інших рас |

До двох чи більше рас належало 1,2 %. Частка іспаномовних становила 67,6 % від усіх жителів.
За віковим діапазоном населення розподілялося таким чином: 26,4 % — особи молодші 18 років, 64,9 % — особи у віці 18—64 років, 8,7 % — особи у віці 65 років та старші. Медіана віку мешканця становила 34,4 року. На 100 осіб жіночої статі у переписній місцевості припадало 114,6 чоловіків;  на 100 жінок у віці від 18 років та старших — 123,4 чоловіків також старших 18 років.
Середній дохід на одне домашнє господарство  становив 59 091 долар США (медіана — 44 006), а середній дохід на одну сім'ю — 58 874 долари (медіана — 43 622). За межею бідності перебувало 15,8 % осіб, у тому числі 6,6 % дітей у віці до 18 років та 19,0 % осіб у віці 65 років та старших.
Цивільне працевлаштоване населення становило 454 особи. Основні галузі зайнятості: мистецтво, розваги та відпочинок — 23,6 %, сільське господарство, лісництво, риболовля — 12,1 %, науковці, спеціалісти, менеджери — 11,2 %, освіта, охорона здоров'я та соціальна допомога — 11,2 %.